# Chartreuse Notre-Dame d'Aniago
Pour les articles homonymes, voir Notre-Dame et Chartreuse Notre-Dame (homonymie).
La chartreuse Notre-Dame d'Aniago est un ancien monastère de Chartreux situé dans un endroit appelé Aniago (es), au confluent du Duero avec l'Adaja, sur la commune de  Villanueva de Duero dans la province de Valladolid en Espagne.
Avant l'arrivée des Chartreux, la place d'Aniago, à seulement 12 km de Valladolid, connait une série d'établissements religieux qui, pour des raisons inconnues, n'ont pas prospéré. Les rois, en particulier les reines, ont toujours montré un grand intérêt à fonder un monastère sur le site, selon un ordre ou un autre et selon les époques.

## Histoire

### Avant l'arrivée des chartreux
La première fondation connue est un don de la reine de Castille, Urraque Ire de León, aux moines de l'abbaye Saint-Dominique de Silos, confirmée, en 1135, par son fils Alphonse VII,,. Les moines de Silos ont dû y construire de modestes maisons mais ils n'y ont jamais vraiment pris racine, ni le loyer ni le lieu ne les intéressent beaucoup. L'abbé de Silos, échange Aniago, avec le chevalier, Fernán Sánchez de Tovar, contre le domaine de Nebleda, en l'an 1345 qui le vend à son tour à la ville de Valladolid en 1362, qui le conserve jusqu'en 1365, date à laquelle il y a une autre vente, cette fois à la reine Jeanne Manuel de Villena, épouse de Henri II. La reine l'aliène également avec l'intention d'y créer un monastère de l'ordre de Saint-Jérôme. Elle en fait don en 1376 à Frère Pedro Fernández, prieur du monastère de la Sisla, près de Tolède. Les Hiéronymites n'aiment pas non plus l'endroit, et au début du XVe siècle, ils l'ont déjà abandonné, rendant la place et les quelques bâtiments existants à la ville de Valladolid qui reçoit l'ordre du roi, le 26 janvier 1409, l'obligeant à vendre la place et la juridiction d'Aniago avec tous ses pâturages pour 2000 maravedis, à l'évêque de Ségovie, Juan Vázquez de Cepeda (es).
La vente est faite en février. Le roi souhaite que l'évêque y installe un hôpital et une collégiale pour des chanoines réguliers avec un oratoire pour célébrer le rite mozarabe qui jusqu'à présent ne se tenait que dans la chapelle mozarabe de la cathédrale de Tolède. Deux conditions sont établies dans le document de vente : cet achat doit être annulé si l'institution cesse d'exister ou si le couvent est cédé. Le 8 février 1413, le pape Benoît XIII publie une bulle confirmant le droit de l'évêque à une telle fondation. L'évêque fait de grands dons au lieu et à l'institution, à commencer par les reliques nécessaires, toujours indispensables non seulement pour la consécration du maître-autel mais pour attirer visites et pèlerinages ; un pèlerinage annuel est même institué qui est devenu célèbre dans la région. Pendant le mandat de l'évêque, les travaux de l'église et du cloître commence un hôpital et un séminaire sont construits, les travaux de l'église commencent, très lentement, pour lesquels ils ont utilisé deux oratoires, l'un dédié à Saint Isidore dans la chapelle des novices, dans la partie nord et un autre à Sainte Eulalie de Mérida. L'institution dure moins de trente ans.

### La chartreuse
Un an avant sa mort, en 1437, l'évêque fait un testament en nommant la reine, Marie d’Aragon, épouse de Jean II de Castille, collateur d'Aniego, et l'année suivante, le codicille lui donne le pouvoir d'y fonder librement un monastère.
À défaut des dominicains, pressentis, la reine Marie d’Aragon y appellent les Chartreux en 1441. Le pape Eugène IV confirme le don. La reine demande qu'elle soit fondée avec vingt-quatre moines; les deux premiers viennent du monastère d'El Paular et sont chargés de commencer la chartreuse. Lorsque les chartreux arrivent, ils profitent des bâtiments préexistants, mais manifeste rapidement le besoin de construire une église adaptée à leurs besoins et plus encore un grand cloître avec des cellules individuelles. Dans une Real cédula, signé le 20 juin 1445, Jean II accorde aux moines le droit d'inclure dans leurs œuvres et meubles les armes royales.
En 1476, le chapitre général tente en vain d’intéresser les riches maisons de Séville et du Paular à cette fondation pauvre, qui est toujours en difficulté financière. Jusqu'à l'époque des rois catholiques, ils n'obtiennent pas les fonds nécessaires à la construction des bâtiments principaux. Ils ont le patronage royal et l'aide d'autres chartreuses, comme celle de Séville, qui financent les deux cloîtres; dans le  principal, se trouve la cellule du prieur.
Les rois catholiques y séjournent, le 7 juin 1494, après la signature du traité de Tordesillas et du 22 septembre au 3 octobre 1524, l'empereur Charles Quint y séjourne également.

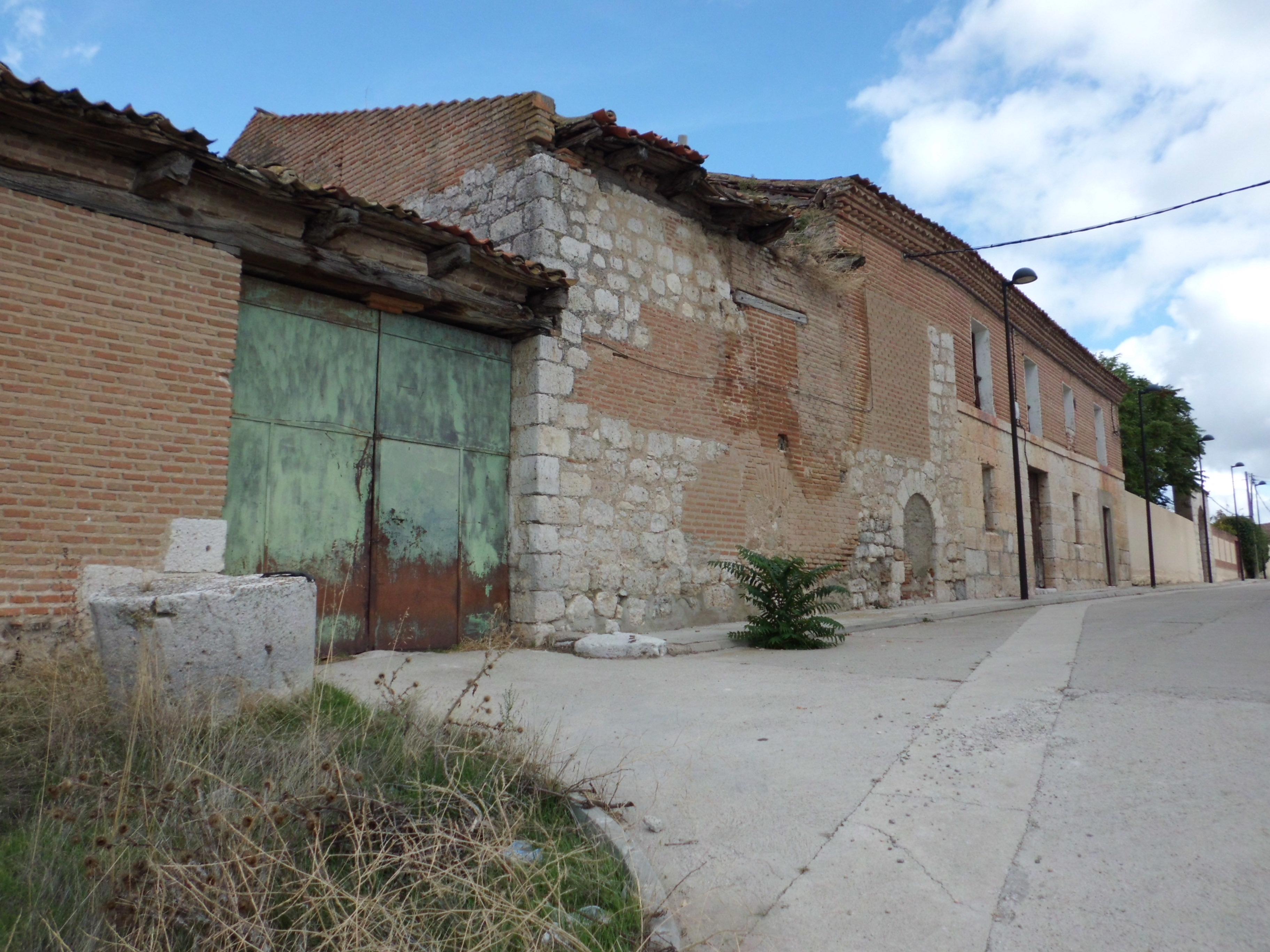
Maison de la chartreuse à Villanueva de Duero.

À partir de 1535 environ, les chartreux possèdent une maison dans la ville appelée Aldeanueva, aujourd'hui Villanueva de Duero où vit le vicaire de la communauté. Le premier étage primitif est construit en pierre. Le deuxième étage en brique, séparé par une imposte, est construit en 1688.
Entre 1542 et 1547, on poursuit la construction d'autres dépendances secondaires, comme l'apothicairerie qui existe encore aujourd'hui, un petit oratoire couvert par une voûte d'ogives gothique et un autre avec un plafond à caissons renaissance. La réalisation la plus importante est la chapelle, située derrière l'abside de l'église, utilisée comme tabernacle ou reliquaire, construite par l'architecte Juan de Escalante.
Le 19 octobre, 1559, la princesse Jeanne de Portugal, mère du roi Sébastien Ier, la visite et y accueille plusieurs fois sa sœur, l'impératrice Marie d'Autriche, reine de Bohême.
Le monastère est une construction humble qui, de l'extérieur, ressemble plus à une ferme qu'à un monastère. À l'époque baroque, le beffroi est construit, offrant une note totalement différente.
La chartreuse reçoit la visite du roi d'Espagne, Philippe II, les 20 et 23 juin 1592 et son fils Philippe III avec son épouse Marguerite d'Autriche-Styrie lui rende aussi visite le 7 avril 1604 et encore une fois, en 1605. Elle reçoit également le cardinal Juan Poggio, nonce du pontife, Jules III en Espagne; et de l'archevêque de Tolède, le cardinal Bernardo de Sandoval y Rojas (†1618) et de son neveu, le cardinal Francisco Goméz de Sandoval y Rojas, Duc de Lerma.
En 1701, on rénove le monastère et on construit six nouvelles cellules.

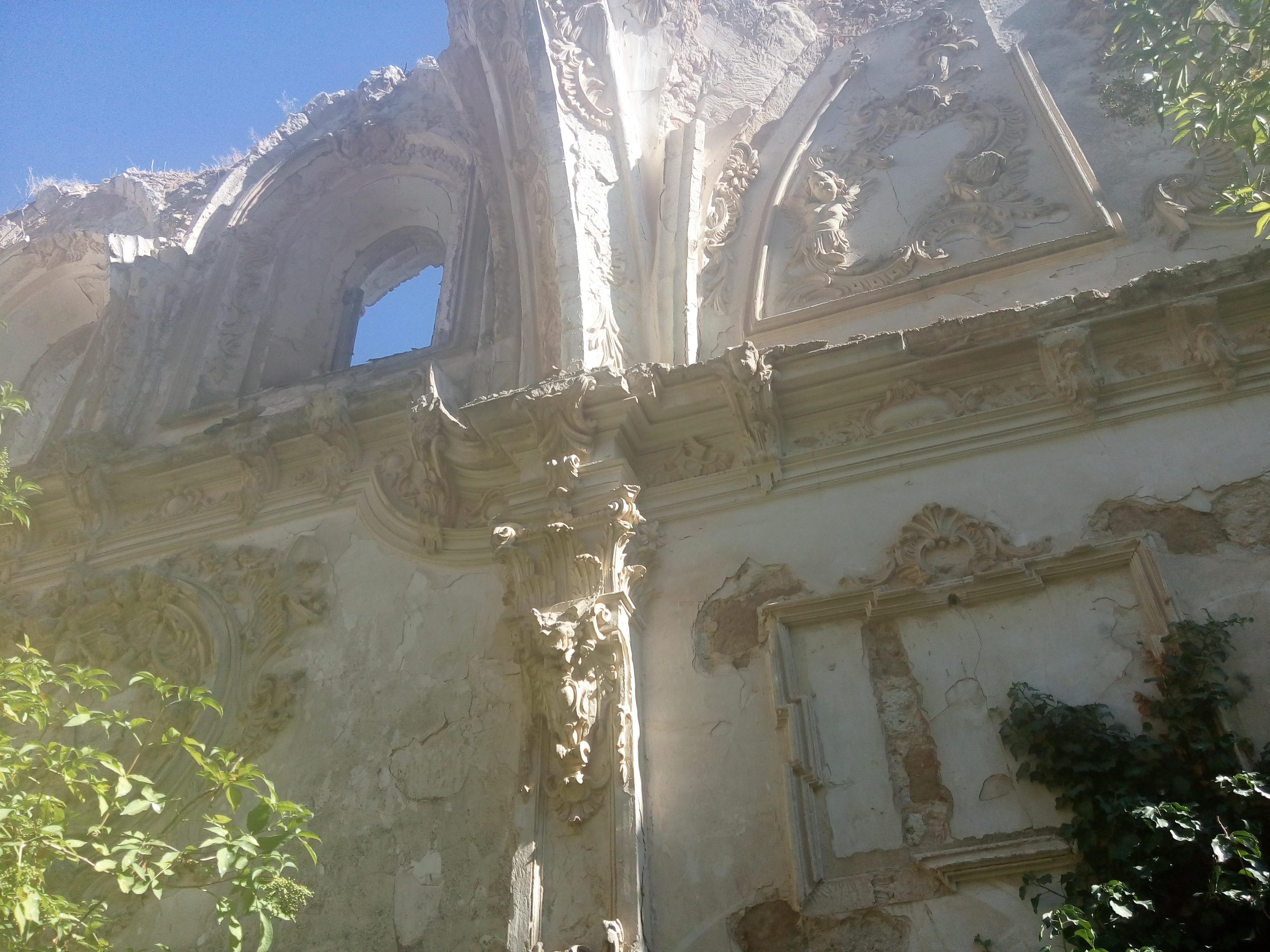
Plâtres baroques du milieu du XVIIIe siècle sur les murs de la chapelle du XVIe siècle

A la fin du XVIIIe siècle, des ornements en plâtre sont ajoutés comme décoration dans la salle capitulaire et dans l'église, réalisés par un frère des frères convers. Sous les fenêtres, il y a toute une frise, décorée de cartouches à rocailles, de têtes d'ange, de guirlandes, et de thèmes marins. Y compris la scène de l'Apocalypse de Paul de la Vierge vainquant la Bête à sept têtes, ainsi que La vision des sept chandeliers. La restauration de l'église est achevée en 1775, et consacrée par Joaquín de Soria, évêque de Valladolid.
Tous les bâtiments monastiques et les maisons des convers sont entourés d'un mur de maçonnerie et de pisé, encore presque intact aujourd'hui.
La communauté doit se disperser de 1808 à 1815 du fait de la guerre d'indépendance espagnole. En janvier 1808, le général Pierre Dupont de l'Étang arrive à Valladolid avec ses troupes. À partir de ce moment, les monastères masculins subissent toutes sortes d'attaques. Le monastère d'Aniago ne fait pas exception. Les moines reçoivent l'ordre de mettre à disposition quatre-vingt-dix lits pour loger les soldats, plus l'orge et la paille pour les chevaux, et la farine, le chocolat, le pain, l'huile et le vin pour les hommes. En août 1808, les moines sont exclaustrés avec le mandat que chaque homme retourne à son lieu d'origine avec une pension compensatoire. Une fois abandonné, le monastère sert de caserne.
En septembre 1809, le gouvernement français demande aux autorités espagnoles de préparer des inventaires des œuvres d'art trouvées dans les différents monastères. Pour accomplir ce travail, diverses autorités civiles et ecclésiastiques des organismes officiels se réunissent, parmi lesquelles la Colecturía General de Conventos récemment créée. Peu de temps après, la  Dirección General de Bienes Nacionales prend en charge ce travail. En théorie, les meubles confisqués et les œuvres d'art inventoriés doivent aller au Musée Josefino à Madrid, au musée du Louvre ou mises aux enchères pour obtenir des liquidités monétaires. Les objets liturgiques autres que les métaux précieux sont répartis entre diverses paroisses nécessiteuses. Le chanoine José Berdonces, bibliothécaire de l'Université de Valladolid et membre de la Real Academia de Bellas Artes de la Purísima Concepción (es) de Valladolid reprend des œuvres d'art et de l'argenterie. L'inventaire d'Aniago est particulièrement détaillé. Il contient tous les objets métalliques et les œuvres d'art que la chartreuse possèdent à l'époque. L'argenterie est soit récupéré par les autorités françaises, coulée et convertie en monnaie, soit envoyée en France pour d'autres besoins. Les autorités espagnoles ont pris certaines œuvres d'art qui font ainsi partie du patrimoine dispersé,.
En 1810, le général Kellermann est à Valladolid d'où il publie quelques édits. Dans l'un d'eux, les citoyens sont informés qu'il y a une école dans l'ancienne hôtellerie du monastère d'Aniago qui enseignerait la grammaire, la lecture, l'écriture et le calcul; que les pauvres recevraient un enseignement gratuit en leur fournissant des livres, du papier, une plume et de l'encre. Les cours commenceraient le 2 janvier 1811. Les enseignants seraient payés avec des fonds provenant des produits des biens nationaux. La chartreuse devient la « Garnison d'Aniago » qui accueillent dans ses murs le 1er et 3e bataillon du 3e régiment suisse, le 22e régiment et certaines unités de l'armée portugaise.
Lorsque le conflit avec les français prend fin, les chartreux reviennent au monastère jusqu'en 1820 mais doivent l'abandonner à nouveau par décret de confiscation du triennat libéral. Après trois ans, ils y reviennent.
La chartreuse est définitivement supprimée en 1835 avec toutes les maisons religieuses d’Espagne, à cause du désamortissement de Mendizábal qui organise la confiscation des propriétés des congrégations.

### Aujourd'hui
En 1835, l'exclaustration est définitive. La chartreuse cesse d'exister en tant que tel en 1836. Le patrimoine artistique est vendu ou distribué entre différentes institutions, les bâtiments sont abandonnés aux intempéries et au pillage. En 1844, l'intendant de la province annonce la vente aux enchères des bâtiments conventuels, de la réserve, de sa cave sur les rives de la rivière Adaja, et de la maison à Villanueva de Duero mais la vente ne se fait qu'en 1848, pour 944 000 reales, à Vicente Pimentel Bayón, de Rueda, député aux Cortes et plus tard sénateur du royaume à vie. Il partage la propriété du bâtiment en 1854 avec Álvaro Olea Modoya, résident à Valladolid. Ses descendants occupent une grande partie des ruines de la chartreuse qui sert de ferme.
En 2015, il n'y a que des ruines qui s'effondrent de jour en jour. Aujourd'hui des vestiges en ruine restent un souvenir de la vie monastique et de la place d'Aniago qui est un lieu inhabité qui accueille les travaux et les machines agricoles de ses nouveaux propriétaires. Le mur qui entourait tout le monastère et les maisons des convers est presque intacte.

## Personnalités liées à Aniago

### Prieurs
Le prieur est le supérieur d'une chartreuse, élu par ses comprofès ou désigné par les supérieurs majeurs.
- 1503-1508 : Jean de Padilla (1468-1520), né à Séville, il entre à la chartreuse de cette ville à l’âge d’environ trente ans, prieur en 1502, et de là transféré aux priorats d’Aniago en 1503, de El Paular en 1508, de Séville à nouveau en 1512, de Cazalla en 1514, et une troisième fois de Séville en 1519. Ses célèbres poésies le faisaient surnommer « el Cartuxano ».
- 1541-1551 et 1556-1567 : Fernand Pantoja (†1582), de famille noble, il entre à la chartreuse de Séville en 1518; il est successivement sacristain, procureur et prieur à Aniago, en 1541 puis prieur de Cazalla en 1551. Encore prieur en 1556 à Aniago, vicaire à Séville en 1567; nommé prieur de Cazalla, élu prieur de Séville la même année. Il lutte contre les tendances séparatistes espagnoles[note 4]. Déposé en 1580.
- 1582-1583 : Esteban ou Étienne de Salazar (1532-1596), né à Grenade, d’abord augustin et missionnaire au Mexique, puis professeur à l’université de Bologne. En 1568, il fait partie de la maison de Juan de Ribera, archevêque de Valence. L’année suivante, il entre à Porta Cœli. Prieur d’Aniago en 1582, de Xéres en 1583, de Porta Cœli en 1587 et de Grenade (1588-1590). Il a écrit le Discours sur la foi, travail didactique sur la doctrine de la foi catholique et Comentarii en mosaïques quinque libros, dédiée à l'archevêque Ribera.
- 1617-1623 :Jean de Baeza (†1641), né à Belmonte, docteur in utroque, il fait profession au Paular le 6 juin 1610. Il devient successivement prieur du Paular en 1616, d’Aniago en 1617, de Grenade en 1623, à nouveau du Paular en 1625, de Miraflorès en 1633, encore du Paular en 1634 et finalement de Séville en 1638.
- 1636-1641 : Juan-Diego de Medrano (†1655), profès de El Paular, successivement prieur d’Aniago en 1636, de Grenade en 1641, de Xérès en 1644 et de El Paular en 1648, déposé en 1653.

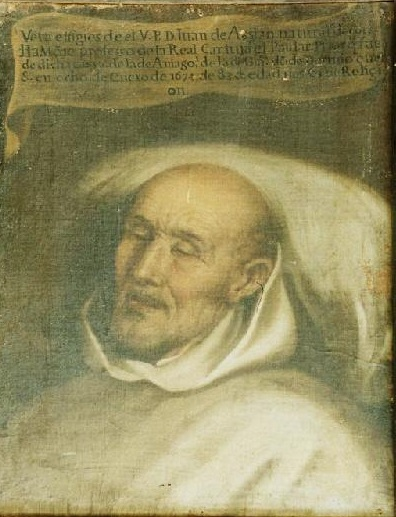
Effigie du Vénérable Père Juan de Assian décédé, par Pedro Atanasio Bocanegra (Musée des Beaux-Arts de Grenade)

- 1655-1656 : Juan de Assian ou de Asia, né à Corella, profès à l'âge de 20 ans à la chartreuse d'El Paular, prieur d'El Paular, puis Aniago et Grenade.
- 1656-1659 : Bruno de Solis y Valenzuela (†1677), né à Santa-Fe-de-Bogota, prêtre et docteur en théologie, un voyage le conduit en Espagne. Il entre à la chartreuse de El Paular et y fait profession 1640; prieur d’Aniago de 1656 à 1659.
- 1674-1679 et 1681-1682 : Juan de Mesa (†1688), profès de El Paular, prieur en 1668, puis successivement prieur d’Aniago en 1674, de Cazalla en 1679, encore d'Aniago en 1681 et de El Paular de 1682 à 1684.
- 1817-1824 : Louis-Gonzague Del Barrio (1776-1848), né à Logroño en 1776, il fait profession à la chartreuse de Miraflorès en 1799. Il est l'un des agents actifs de la reprise de la vie monastique en Espagne après les invasions napoléoniennes. Il est successivement prieur d'Aniago en 1817, de Cazalla en 1824, de Xérès en 1832, de Miraflorès en 1835.

### Personnalités inhumées dans la chartreuse
- Juan Vázquez de Cepeda (es) (†1437), évêque de Ségovie, conseiller d'Henri III de Castille et chancelier principal de Catherine de Lancastre, décédé à Turégano, son corps a été amené à Aniago, où il est inhumé, au milieu de la chapelle principale, au sol, sans tumulus, ni statue, juste une dalle où est gravée sa silhouette, dalle qui n'est plus visible aujourd'hui[20].
- Pierre de Castille et de Eril (es) (1394-†1461), évêque d'Osma et de Palencia, fils de Jean de Castille et d'Elvire de Eril, et petit-fils du roi Pierre Ier de Castille, mort dans ses maisons de Valladolid, et enterré à Aniago.
- Diego López de Zúñiga (†1548), docteur en écriture et professeur à la retraite de l'Université de Valladolid. Sa pierre tombale est dans le cimetière appelé « patio »[21], avec gravé au centre le blason de  Maison de Zúñiga [20].
- Antonio Miers, aumônier de l'impératrice Marie d'Autriche
- Tomás Gracián Dantisco (es) (1558-†1621), écrivain et traducteur des monarques Philippe II et III.
- Juan Fernández Zapata (†1729), ancien membre de l'université de Valladolid, évêque de Majorque jusqu'en 1729, qui sur le chemin d'occuper son nouveau siège épiscopal de León, est décédé à Aniago la même année « a voulu être enterré sous la tutelle de la Sainte Vierge d'Aniago », comme inscrit sur sa pierre tombale[20].

## Patrimoine dispersé

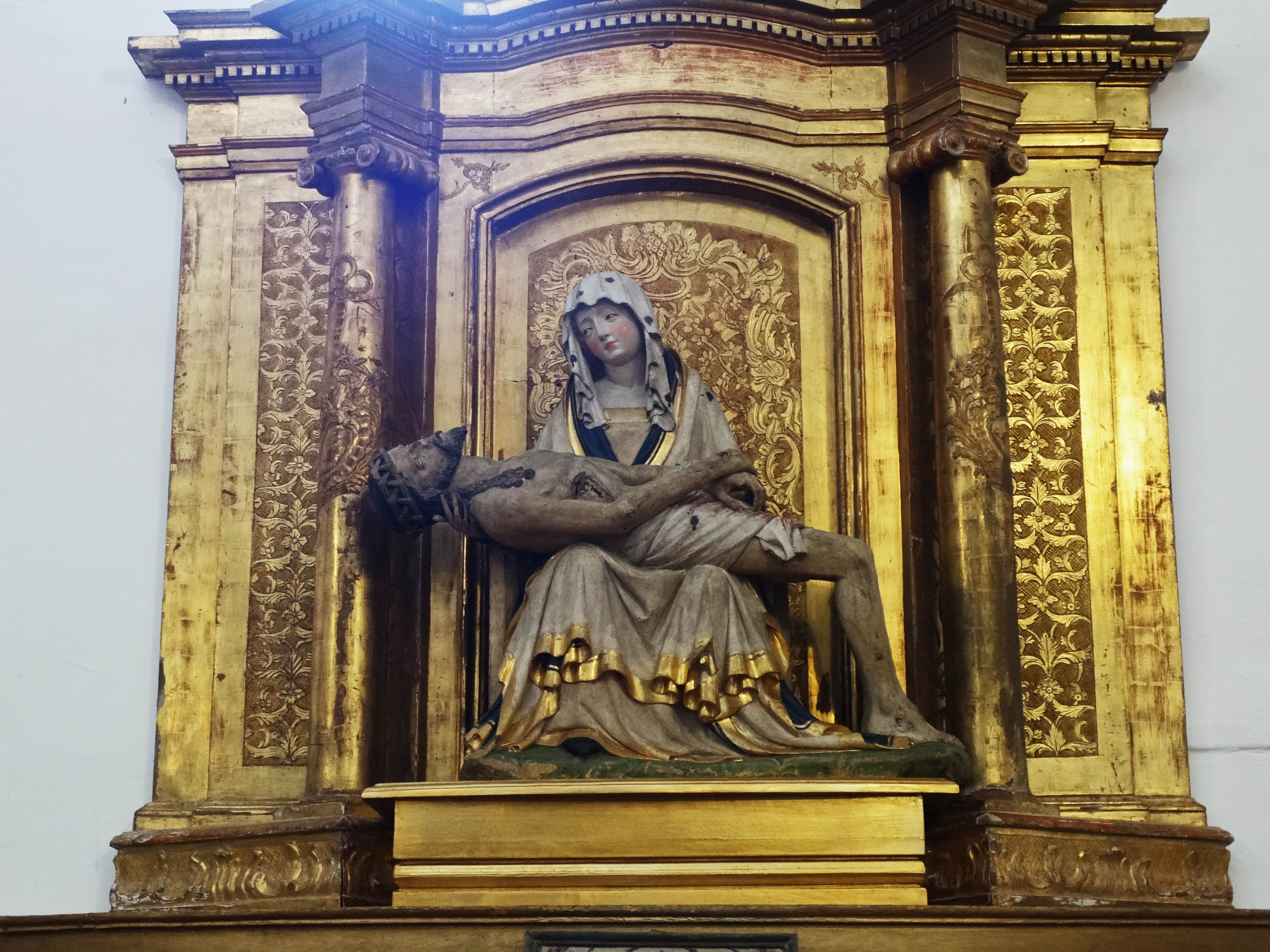
Piété de Notre-Dame d'Aniago

- Pietà de Notre-Dame d'Aniago (es), sculpture en calcaire polychrome de la Pietà, dédicataire de la chartreuse. Il s'agit d'une œuvre gothique d'un atelier austro-bohême, datée de vers 1410. C'est un cadeau que le roi, Ferdinand Ier d'Aragon, a fait à l'évêque de Ségovie, Juan Vázquez de Cepeda (es), qui à son tour en a fait don aux moines pour la placer comme figure tutélaire sur le maître-autel de l'église[22], aujourd'hui dans l'église de Notre-Dame de la Visitation de Villanueva de Duero.

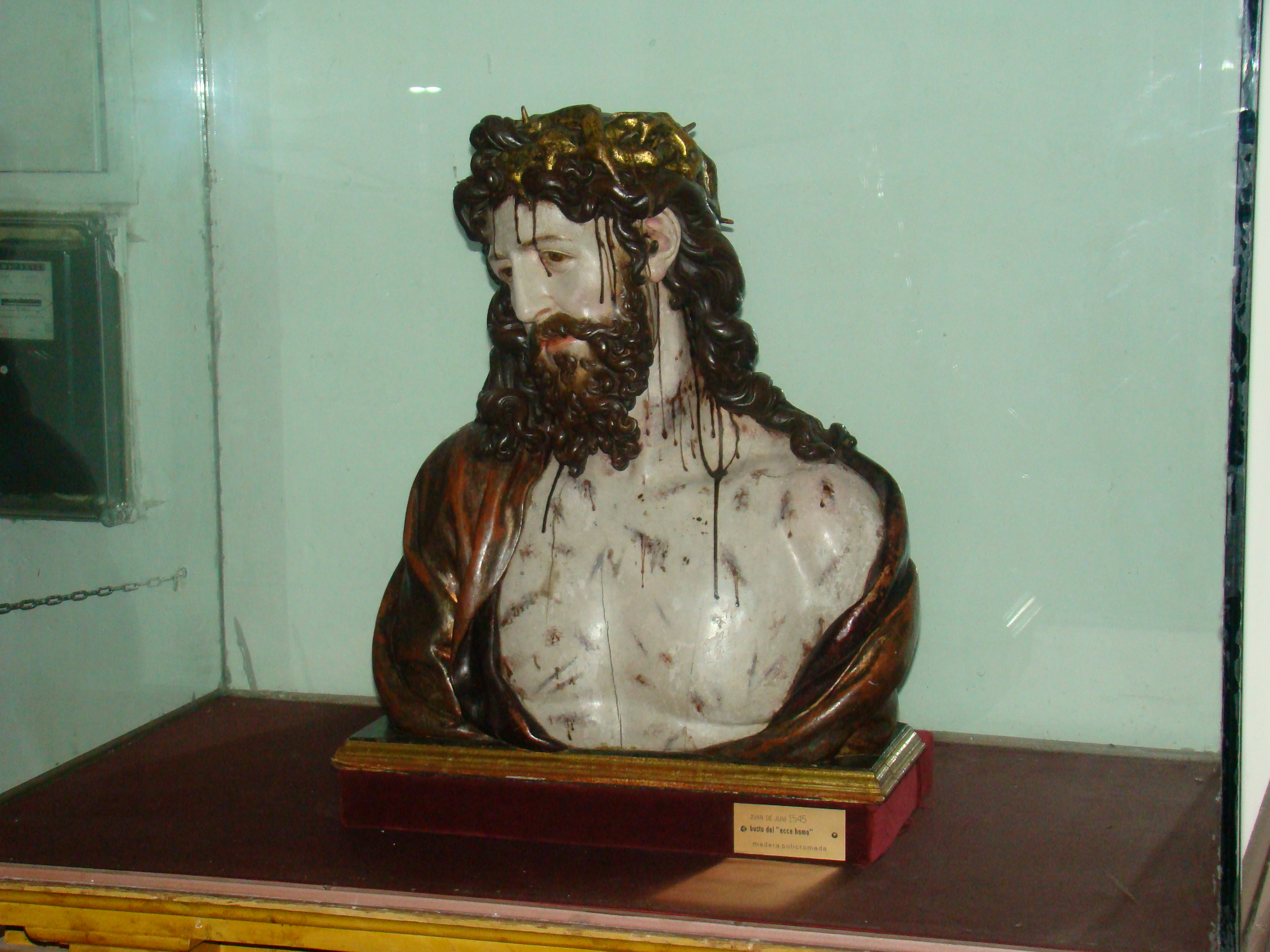
Ecce-Homo de Juan de Juni, musée de la Cathédrale de Valladolid

- Buste de l'Ecce homo de Juan de Juni, oeuvre datée vers 1545, Sculpture polychrome de la renaissance espagnole, appartenant à l'école castillane. Après l'exclaustration, il est placé dans l'église de Villanueva puis au musée de la Cathédrale de Valladolid, dans la chapelle Saint Blas où il est conservé[23].